# Charles Schmidt (Politiker)
Charles Schmidt (* 3. Juni 1906 in Rixdorf bei Berlin; † 2. Dezember 1971 in Berlin) war ein deutscher Politiker (CDU).
Charles Schmidt besuchte eine Handelsschule und machte eine kaufmännische Lehre. Er wurde selbständiger Tabakwareneinzelhändler und war Mitbegründer des „Vereins Berliner Tabakwaren-Einzelhändlers“. Nach dem Zweiten Weltkrieg trat er 1945 der CDU bei und wurde bei der Berliner Wahl 1948 in die Bezirksverordnetenversammlung (BVV) im Bezirk Wedding gewählt. Bei der folgenden Wahl 1950 wurde Schmidt in das Abgeordnetenhaus von Berlin gewählt, schied aber im April 1951 aus, da er von der BVV Wedding zum Bezirksstadtrat gewählt wurde. Sein Nachrücker im Parlament wurde daraufhin Rudolf Krohn (1917–1995). Auch bei der folgenden Wahl 1954 wurde Schmidt wieder in das Abgeordnetenhaus gewählt, schied aber, da er weiterhin Bezirksstadtrat war, im Februar 1955 erneut aus. Der Nachrücker wurde nun Helmuth Harries (1902–1977). 1963 schied Schmidt als Bezirksstadtrat aus.